# Athyrmella priangani
Athyrmella priangani är en fjärilsart som beskrevs av Walter Karl Johann Roepke 1941. Athyrmella priangani ingår i släktet Athyrmella och familjen nattflyn. Inga underarter finns listade i Catalogue of Life.